# Iria Flavia
Iria Flavia (también llamada Iria y, oficialmente, Santa María de Iria Flavia) es una parroquia y aldea española del municipio gallego de Padrón, en la provincia de La Coruña. Es conocida por ser el lugar de nacimiento del escritor Camilo José Cela.

## Localización
Está ubicada en la confluencia de los ríos Sar y Ulla y fue un puerto importante.

## Historia

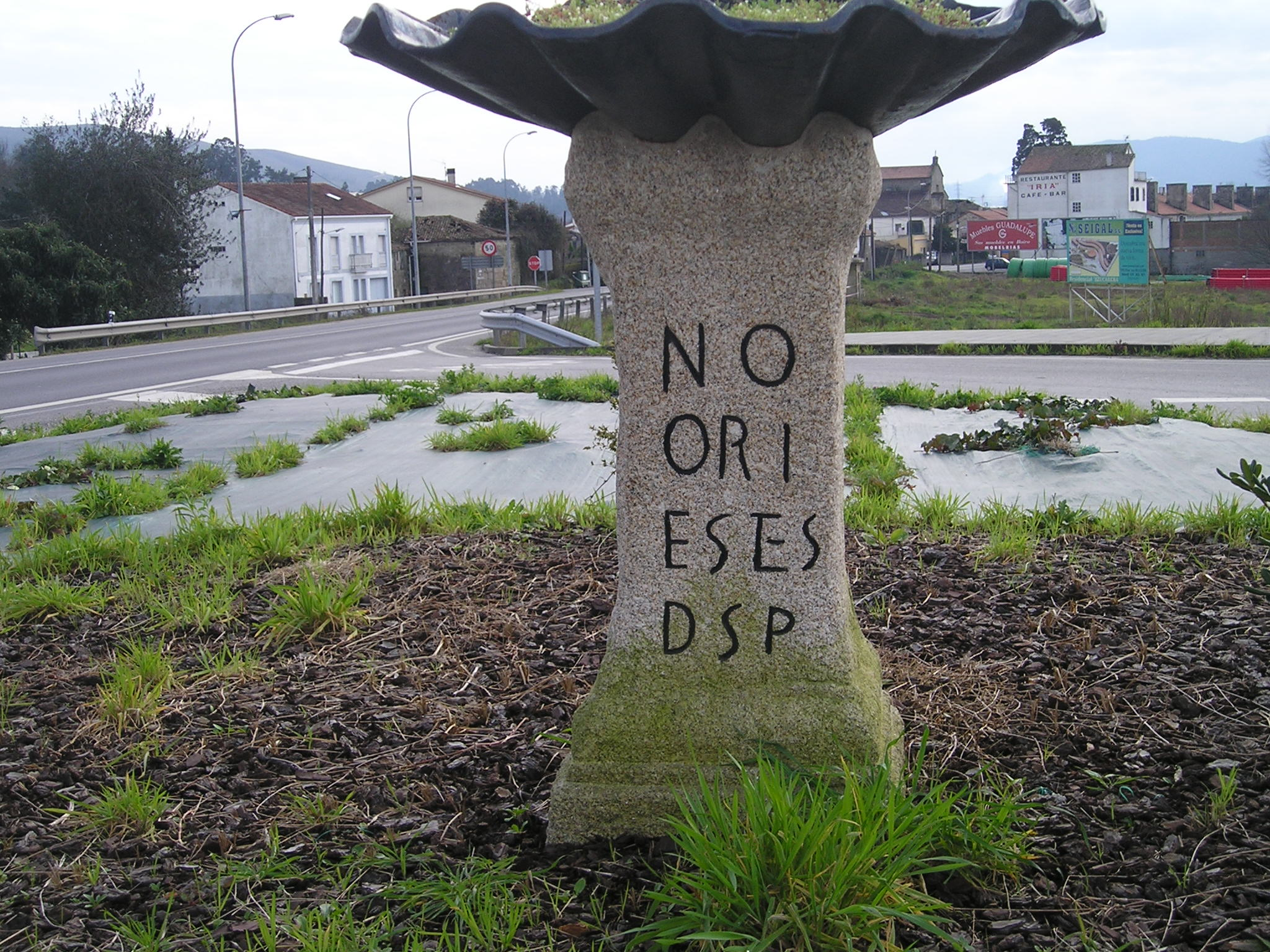
Inscripción votiva procedente de Padrón dedicada a Neptuno por los habitantes del Forum Iriense, antecedente preflavio del Municipium Iria Flavia

Iria fue una ciudad galaica, capital del país de los caporos del conventus iuridicus Lucensis de la provincia Hispania Citerior Tarraconensis, situada en la vía de Bracara Augusta a Asturica Augusta por la costa. Bajo Vespasiano, a través del Edicto de Latinidad del año 74, se transformó en municipium, y tomó el nombre de Iria Flavia.
En la Hispania visigoda fue sede episcopal de la Iglesia católica, sufragánea de la archidiócesis de Braga que comprendía la antigua provincia romana de Gallaecia en la  diócesis de Hispania. Así, fue sede episcopal desde el Bajo Imperio y con suevos , visigodos y árabes manteniéndose la sede en Iria Flavia pero a partir de mediados del s IX los obispos trasladan su sede a Compostela que poco a poco va ganando más peso hasta que en el año 1095 el papa Urbano II , con Dalmacio como obispo,decretó extinta la sede de Iria Flavia y traslada la sede episcopal a Santiago de Compostela como heredera de la diócesis de Iria Flavia, dejando de ser así sufragánea en el mismo año de la archidiócesis de Braga. 
Cuando el nombre de Padrón se hizo más popular, el crecimiento se trasladó al centro urbano padronés e Iria se convirtió en un simple caserío. En la actualidad se tiende a recuperar su nombre de Iria Flavia y es el que se utiliza oficialmente en todos los documentos. 
Según la tradición, en Iria Flavia predicó por primera vez el apóstol Santiago durante su estancia en España. Aquí trajeron su cuerpo y su cabeza poco tiempo después, sus discípulos Teodoro y Atanasio desde Jerusalén y en una barca de piedra. Se cuenta que amarraron la barca a un pedrón, y de ahí el topónimo actual de Padrón. Los dos discípulos, después de enterrar el cuerpo del apóstol, se quedaron a predicar en Iria Flavia. El "pedrón" se encuentra actualmente bajo el altar de la Iglesia de Santiago de Padrón, junto a las aguas del río Sar y en pleno centro urbano padronés; donde en tiempos remotos se situaba el famoso puerto fluvial de Padrón, ahora situado pocos kilómetros antes.

## Entidades de población
Entidades de población que forman parte de la parroquia:
- Aduana (A Aduana)
- Anteportas
- Barco (O Barco)
- Calzada (A Calzada)
- Cambelas
- Couto (O Couto)
- Iria Flavia
- Horta (A Horta)
- La Matanza (A Matanza)
- Lestido
- Luáns
- Monte (O Montiño)
- Muelle (O Muelle)
- Palomar de Abajo (O Pombal de Abaixo)
- Paraíso (O Paraíso)
- Pedreda
- Piñeiro (O Piñeiro)
- Porta dos Mariños
- Pousa (A Pousa)
- Puente-Cesures o Puente Aldea (A Ponte)
- Quintáns
- Retén (Arretén)
- Romarís
- Roucón (O Roucón)
- Rúa (A Rúa)
- Rueiro (O Rueiro)
- Souto (O Souto)
- Vista Alegre

,No aparecen en el INE, pero sí en el noménclator:
- O Pombal de Arriba
- Pazos (Pazos de Iria)

## Demografía

### Parroquia
| Gráfica de evolución demográfica de Iria Flavia (parroquia) entre 2000 y 2019 |
|                                                                               |
| Datos según el nomenclátor publicado por el INE.                              |

### Aldea
| Gráfica de evolución demográfica de Iria Flavia (aldea) entre 2000 y 2019 |
|                                                                           |
| Datos según el nomenclátor publicado por el INE.                          |

## Museos y lugares de interés
En la localidad se encuentran:
- Museo del ferrocarril John Trulock, que alberga multitud de joyas, así como la primera locomotora que circuló por la zona.
- Fundación Camilo José Cela, museo dedicado al escritor, que alberga obras suyas, correspondencia, su biblioteca y letras inéditas.
- Colegiata de Iria Flavia, iglesia que fue establecida con categoría de segunda catedral de Compostela.

Pronto se unirán dos nuevos museos: el Museo de Arte Sacra de Padrón y el Museo de Historia de Padrón, que albergarán cartas, joyas, imágenes, obras y documentos.